# Paolo Maldonado
Paolo Freddy Maldonado Farje (Ilo, 12 de agosto de 1973) es un exfutbolista y director técnico peruano. Se desempeñaba en la posición de centrocampista. Actualmente se encuentra libre. 

## Biografía
Paolo Maldonado nació el 12 de agosto de 1973 en Ilo, departamento de Moquegua, al sur de la capital peruana. Se casó en septiembre de 1998.

## Trayectoria
Jugando para su colegio llegó a Lima, siendo visto por César Gonzáles, regresando a Ilo. Volvió a los dieciséis años a Lima con el fin de seguir sus estudios; pero su amor al fútbol lo llevó a probar suerte en el estadio Lolo Fernández, quedando en las divisiones menores de Universitario de Deportes. Luego fue entrenado por Víctor Benavides y fue Fernando Cuéllar quien lo promocionó al primer equipo crema, jugando luego al lado del ídolo crema José Luis Carranza. 
El debut de Paolo fue el domingo 5 de marzo de 1995 en el Estadio Nacional frente a Sporting Cristal por el Campeonato Descentralizado. El técnico Sergio Markarián ordenó su ingreso al campo por Germán Carty en el segundo tiempo cuando Universitario venía ganando por 2 a 1.  El marcador no sufriría variaciones.  A la jornada siguiente, el domingo 12 de marzo de 1995, Paolo arrancaría de titular frente al Deportivo Municipal, integrando la volante junto a Martín Rodríguez, Alessandro Morán y Roberto Martínez. 
Inició su relación con las redes contrarias el domingo 26 de marzo de 1995 en un encuentro jugado en el estadio Mariano Melgar de Arequipa contra FBC Melgar, válido por el Campeonato Descentralizado de ese año.
El miércoles 31 de julio de 1996 Maldonado marcó su primer doblete con la camiseta crema. Fue ante la Guardia Republicana en el estadio Roberto Yáñez de Cañete por el Campeonato Descentralizado. El técnico Eduardo Luján Manera lo ubicó de titular en el mediocampo junto a José Luis Carranza, José Pereda y Gabriel González. 
Su último gol lo anotó el domingo 25 de junio de 2006 en el Estadio Monumental, coincidentemente también en una goleada de 5 a 0, esta vez frente al Unión Huaral por la vigésimo segunda jornada del Torneo Apertura, mientras que su último partido fue el domingo 3 de diciembre de 2006, en el estadio Campeones del 36 de Sullana. El técnico crema Jorge Amado Nunes lo hizo ingresar en el segundo tiempo del partido jugado con Alianza Atlético, en sustitución del colombiano Mauricio Mendoza. El encuentro terminó empatado a cero. 
En resumen, Maldonado jugó 388 partidos en 9 temporadas y anotó 43 goles con la camiseta crema. Formó parte del equipo de manera ininterrumpida entre 1995 y 1997, luego entre 1999 y 2002, volvió para la temporada 2004 y cerró su ciclo en la temporada 2006.
Jugó luego por varios equipos peruanos como el Deportivo Municipal, Melgar y Cienciano. En 2008, inauguró su escuela de fútbol que funciona en la avenida República n.º 110, en Surco, al frente del Colegio Markham, y en la cancha del Fútbol Plaza. Ese mismo año fue contratado por el Sport Águila para posteriormente llegar al Deportivo Coopsol, club con el que se retiró en 2012.

## Selección nacional
Fue internacional con la selección de fútbol del Perú en diez ocasiones y marcó dos goles. Debutó el 14 de agosto de 1996 en un encuentro amistoso ante la selección de Costa Rica que finalizó con marcador de 3-0 a favor de los peruanos. Su último encuentro con la selección lo disputó el 7 de marzo de 2001 en el empate 0-0 ante Honduras.

## Clubes

### Como futbolista
| Club                      | País   | Año       |
| ------------------------- | ------ | --------- |
| Peñarol SC                | Perú   | 1988      |
| Universitario de Deportes | Perú   | 1990-1997 |
| Skoda Xanthi              | Grecia | 1997-1998 |
| Deportivo Municipal       | Perú   | 1998      |
| Universitario de Deportes | Perú   | 1999-2002 |
| FBC Melgar                | Perú   | 2003      |
| Cienciano                 | Perú   | 2003      |
| Universitario de Deportes | Perú   | 2004      |
| Sport Boys                | Perú   | 2005      |
| Universitario de Deportes | Perú   | 2006      |
| Total Clean               | Perú   | 2007      |
| Sport Águila              | Perú   | 2008-2009 |
| Deportivo Coopsol         | Perú   | 2010-2012 |

### Como entrenador
| Club                   | País | Año       |
| ---------------------- | ---- | --------- |
| Sport Áncash           | Perú | 2017-2018 |
| Miguel Grau            | Perú | 2019      |
| Universitario femenino | Perú | 2021-2022 |

## Estadísticas

### Clubes
| Club                             | Div.          | Temporada     | Liga  | Liga  | Liga   | Copas (1) | Copas (1) | Copas (1) | Internacional(2) | Internacional(2) | Internacional(2) | Total | Total | Total  | Media goleadora(3) |
| Club                             | Div.          | Temporada     | Part. | Goles | Asist. | Part.     | Goles     | Asist.    | Part.            | Goles            | Asist.           | Part. | Goles | Asist. | Media goleadora(3) |
| -------------------------------- | ------------- | ------------- | ----- | ----- | ------ | --------- | --------- | --------- | ---------------- | ---------------- | ---------------- | ----- | ----- | ------ | ------------------ |
| Universitario de Deportes · Perú | 1.ª           | 1992          | 1     | 0     | 0      | —         | —         | —         | —                | —                | —                | 1     | 0     | 0      | 0,00               |
| Universitario de Deportes · Perú | 1.ª           | 1993          | 2     | 0     | 1      | —         | —         | —         | 1                | 0                | 0                | 3     | 0     | 1      | 0,34               |
| Universitario de Deportes · Perú | 1.ª           | 1994          | 15    | 2     | 3      | —         | —         | —         | 6                | 0                | 0                | 21    | 2     | 3      | 0,06               |
| Universitario de Deportes · Perú | 1.ª           | 1995          | 39    | 5     | 2      | —         | —         | —         | —                | —                | —                | 39    | 5     | 2      | 0,06               |
| Universitario de Deportes · Perú | 1.ª           | 1996          | 31    | 6     | 3      | —         | —         | —         | 4                | 0                | 1                | 35    | 6     | 4      | 0,14               |
| Universitario de Deportes · Perú | 1.ª           | 1997          | 22    | 2     | 7      | —         | —         | —         | 3                | 1                | 0                | 25    | 3     | 7      | 0,06               |
| Skoda Xanthi · Grecia            | 1.ª           | 1998          | 8     | 1     | 2      | 2         | 0         | 0         | —                | —                | —                | 10    | 1     | 2      | 0,09               |
| Skoda Xanthi · Grecia            | Total club    | Total club    | 8     | 1     | 0      | 2         | 0         | 0         | 0                | 0                | 0                | 10    | 1     | 2      | 0,17               |
| Deportivo Municipal · Perú       | 1.ª           | 1998          | 23    | 7     | 10     | —         | —         | —         | —                | —                | —                | 23    | 7     | 10     | 0,16               |
| Deportivo Municipal · Perú       | Total club    | Total club    | 23    | 7     | 10     | 0         | 0         | 0         | 0                | 0                | 0                | 23    | 7     | 10     | 0,26               |
| Universitario de Deportes · Perú | 1.ª           | 1999          | 41    | 4     | 10     | —         | —         | —         | 9                | 1                | 1                | 50    | 5     | 11     | 0,44               |
| Universitario de Deportes · Perú | 1.ª           | 2000          | 32    | 2     | 11     | —         | —         | —         | 9                | 0                | 2                | 41    | 2     | 13     | 0,04               |
| Universitario de Deportes · Perú | 1.ª           | 2001          | 40    | 7     | 8      | 1         | 0         | 0         | 10               | 2                | 1                | 50    | 9     | 9      | 0,04               |
| Universitario de Deportes · Perú | 1.ª           | 2002          | 27    | 2     | 5      | —         | —         | —         | 2                | 0                | 0                | 29    | 2     | 5      | 0,21               |
| F. B. C. Melgar · Perú           | 1.ª           | 2003          | 16    | 5     | 3      | —         | —         | —         | —                | —                | —                | 16    | 5     | 3      | 0,31               |
| F. B. C. Melgar · Perú           | Total club    | Total club    | 16    | 5     | 3      | 0         | 0         | 0         | 0                | 0                | 0                | 16    | 5     | 3      | 0,26               |
| Cienciano · Perú                 | 1.ª           | 2003          | 12    | 3     | 7      | —         | —         | —         | 10               | 3                | 1                | 22    | 6     | 8      | 0,31               |
| Cienciano · Perú                 | Total club    | Total club    | 12    | 3     | 7      | 0         | 0         | 0         | 10               | 3                | 1                | 22    | 6     | 8      | 0,26               |
| Universitario de Deportes · Perú | 1.ª           | 2004          | 47    | 4     | 6      | —         | —         | —         | —                | —                | —                | 47    | 4     | 6      | 0,31               |
| Sport Boys · Perú                | 1.ª           | 2005          | 26    | 0     | 3      | —         | —         | —         | —                | —                | —                | 26    | 0     | 3      | 0,31               |
| Sport Boys · Perú                | Total club    | Total club    | 26    | 0     | 3      | 0         | 0         | 0         | 0                | 0                | 0                | 26    | 0     | 3      | 0,26               |
| Universitario de Deportes · Perú | 1.ª           | 2006          | 29    | 4     | 5      | —         | —         | —         | 4                | 0                | 0                | 33    | 4     | 5      | 0,31               |
| Universitario de Deportes · Perú | Total club    | Total club    | 21    | 2     | 1      | 0         | 0         | 0         | 0                | 0                | 0                | 374   | 42    | 66     | 0,26               |
| Total Clean · Perú               | 1.ª           | 2007          | 21    | 2     | 1      | —         | —         | —         | —                | —                | —                | 21    | 2     | 1      | 0,31               |
| Total Clean · Perú               | Total club    | Total club    | 21    | 2     | 1      | 0         | 0         | 0         | 0                | 0                | 0                | 21    | 2     | 1      | 0,26               |
| Sport Águila · Perú              | 2.ª           | 2008          | 5     | 0     | 0      | —         | —         | —         | —                | —                | —                | 5     | 0     | 0      | 0,12               |
| Sport Águila · Perú              | 2.ª           | 2009          | 25    | 6     | 3      | —         | —         | —         | —                | —                | —                | 25    | 6     | 3      | 0,10               |
| Sport Águila · Perú              | Total club    | Total club    | 28    | 4     | 2      | 0         | 0         | 0         | 0                | 0                | 0                | 30    | 6     | 3      | 0,11               |
| Deportivo Coopsol · Perú         | 2.ª           | 2010          | 14    | 3     | 6      | —         | —         | —         | —                | —                | —                | 14    | 3     | 6      | 0,21               |
| Deportivo Coopsol · Perú         | 2.ª           | 2011          | 11    | 4     | 4      | —         | —         | —         | —                | —                | —                | 11    | 4     | 4      | 0,21               |
| Deportivo Coopsol · Perú         | Total club    | Total club    | 25    | 7     | 10     | 0         | 0         | 0         | 0                | 0                | 0                | 25    | 7     | 10     | 0,26               |
| Total carrera                    | Total carrera | Total carrera | 445   | 38    | 50     | 26        | 5         | 6         | 40               | 1                | 2                | 547   | 76    | 106    | 0,18               |

## Estadísticas como entrenador
| Sport Áncash · Perú           | 2.ª                 | 2017                | 7  | 1  | 2 | 4 | - | - | - | - | - | - | - | - | - | - | - | - | 7  | 1  | 2 | 4 | 43.91 % |
| Sport Áncash · Perú           | Total               | Total               | 7  | 1  | 2 | 4 | - | - | - | - | - | - | - | - | - | - | - | - | 7  | 1  | 2 | 4 | 43.91 % |
| Miguel Grau · Perú            | 3.ª                 | 2019                | 10 | 6  | 2 | 2 | - | - | - | - | - | - | - | - | - | - | - | - | 10 | 6  | 2 | 2 | 43.91 % |
| Miguel Grau · Perú            | Total               | Total               | 10 | 6  | 2 | 2 | - | - | - | - | - | - | - | - | - | - | - | - | 10 | 6  | 2 | 2 | 43.91 % |
| Universitario Femenino · Perú | 1.ª                 | 2022                | 19 | 15 | 1 | 3 | - | - | - | - | - | - | - | - | - | - | - | - | 19 | 15 | 1 | 3 | 100 %   |
| Universitario Femenino · Perú | Total               | Total               | 19 | 15 | 1 | 3 | - | - | - | - | - | - | - | - | - | - | - | - | 19 | 15 | 1 | 3 | 57.15 % |
| Total en su carrera           | Total en su carrera | Total en su carrera | 36 | 22 | 5 | 9 | - | - | - | - | - | - | - | - | - | - | - | - | 36 | 22 | 5 | 9 | 45.84 % |

## Palmarés

### Como futbolista

#### Campeonatos nacionales
| Título                    | Club                      | País | Año  |
| ------------------------- | ------------------------- | ---- | ---- |
| Primera división del Perú | Universitario de Deportes | Perú | 1990 |
| Primera división del Perú | Universitario de Deportes | Perú | 1992 |
| Primera división del Perú | Universitario de Deportes | Perú | 1993 |
| Primera división del Perú | Universitario de Deportes | Perú | 1999 |
| Primera división del Perú | Universitario de Deportes | Perú | 2000 |

#### Copas internacionales
| Título            | Club      | País | Año  |
| ----------------- | --------- | ---- | ---- |
| Copa Sudamericana | Cienciano | Perú | 2003 |